# Морган, Джеффри
Дже́ффри Мо́рган (англ. Jeffrey Morgan; род. 20 марта 1954, Спокан, Вашингтон, США) — американский джазовый музыкант и композитор. Играет на фортепиано, саксофоне, трубе, флейте. Живёт и работает с 1991 года в Кёльне, Германия. Принадлежит к стилевому направлению фри-джаз.

## Биография
В 1973 году Морган начал изучать исполнительское искусство, включая музыку, театр и актёрское мастерство; музыку культур, философию эстетики и восточную религию в Эвергрин колледже в Олимпии, штат Вашингтон.
Во время учёбы он посещал легендарную Creative Music Studio в Вудстоке, Нью-Йорк. Его учителями были Карл Бергер, Дон Черри и Оливер Лейк. Кроме того он создал первую композиторскую работу для хореографической постановки Distress Mistress и представил The Delirium Dimension. В 1977 году им была создана междисциплинарная работа (мульти-медиа) Galactic Visions для музыкальных постановок с хореографией с использованием диапроекторов и дизайна света.
В течение последующих последних двух лет он участвовал создании It’s Only Money, C.A.S.H, Transient Landscapes и Mykrocozm, где также выступил в качестве режиссёра и актёра. В 1982 году Морган создал группу Presto Chango, с которой он работал над костюмами и декорациями для театральных постановок. Два года спустя совместно с Полом Хоскином в Сиэтле основал New Art Orchestra.
В 1987 году Морган переехал в Бирмингем, где работал с такими танцорами, как Мэри Хорн и Сьюзан Хэфнэр, а также плодотворно сотрудничал с Ла Донной Смит. В 1988 году он совершил турне с трио Clank из Сиэтла с Джонни Калкагно и Чарли Рауном, а также работал со многими музыкантами из Дании, Англии, Германии и Чехословакии.
С 1991 года Морган живёт в Кёльне, где играет импровизированный джаз. Его приглашали несколько европейских фестивалей. Он сотрудничал с Аланом Сильва, Кейт Рауэ, Питером Кауальдом, Полом Литтоном и Сюй Фэнся, а также другими музыкантами.
С 1991 по 1996 год Морган являлся организатором фестиваля экспериментальной и импровизированной музыки The Drang in Klang, а с 1994 года стал проводить открытые семинары, посвященные Концептуальной музыкальной композиции и импровизации в Кёльне. Позднее он проводил их в Гамбурге, Бильфельде, Лиссабоне, Лидсе и Вуппертале. Также в 1994 году он создал ещё одну междисциплинарную постановку под названием In the Shadow of the Gambler, которая была показана в Кёльне и Крефельде. Кроме того, он также преподавал работу над инсталляциями и постановками: Elements, Haunted House и N-Station в Техническом колледже в Копенгагене.

## Избранная дискография
- Terra Incognita — Duo w/ Paul Lytton (CD Konnex) 2004
- Avenue X — Quartet w/ Capote (CD Ninth World) 2003
- Take No Prisoners — Duo w/ Bert Wilson (CD Konnex) 2003
- Dubbel Duo — Quartet w/ Goudbeek, Jacquemyn, Kowald (CD Konnex) 2002
- Magnetic Fields — Duo w/ Bert Wilson (CD FMO) 2002
- Quartz & Crow Feather — Solo Alto Saxophone + Violin (CD Headlights) 2000
- Sign of the Raven — Trio w/ Peter Jacquemyn + Mark Sanders (CD Ueton) 2000
- Electroshock — I Woke Up Braindead — Quintet (CD Ueton) 1999
- Dial: Log-Rhythm — Duo w/ Keith Rowe (CD Matchless) 1999
- Near Vhana — Duo w/ Joker Nies (CD Ninth World) 1997
- Snake Eyes — Duo w/ Joker Nies (CD Random Acoustics) 1995
- Quasar-Mach — Solo + Ensemble Works (LP AuRoar) 1983
- (больше чем 25 проектов с 1983 по 1992 было создано и распространено через фирму Sound of Pig Music на аналоговых носителях(кассета и виниловая пластинка))